# Distrito rural de Sevenoaks
Sevenoaks fue un distrito rural en el condado administrativo de Kent (Inglaterra) entre 1894 y 1974. 
Fue constituido bajo la Ley de Gobierno Local de 1894 y estaba dividido en diecinueve parroquias: Brasted, Chevening, Chiddingstone, Cowden, Dunton Green (desde 1909), Edenbridge, Halstead, Hever, Kemsing, Knockholt (desde 1969), Leigh, Otford, Penshurst, Riverhead, Seal, Sevenoaks, Shoreham, Sundridge y Westerham.
Su superficie fue reducida a principios de los años 1930 al ceder una parte (50 acres) de Kemsing a Dartford, parte (177 acres) de Leigh y Penshurst a Tonbridge y parte (464 acres) de Riverhead y Seal al distrito urbano de Sevenoaks. Por otro lado, una parte (7 acres) de este último y otra (308 acres) de la parroquia de Ightham, en Malling, fueron anexionadas a Sevenoaks. En los años 1950 otra parte (8 acres) de Riverhead fue cedida de nuevo al distrito urbano de Sevenoaks y en los años 1960 ganó una parte (722 acres) del municipio londinense de Bromley.
Sevenoaks fue abolido en 1974 bajo la Ley de Gobierno Local de 1972 y su territorio pasó a formar parte del nuevo distrito homónimo.